# Championnat d'Italie de rink hockey 1932
Navigation
Division Nationale 1931 Division Nationale 1933
L'édition 1932 du Championnat d'Italie de rink hockey est la 11e édition de cette compétition. Elle a eu lieu à Rome dans la salle Imperiale et dans l'arène Esedra (près de la Place Esedra). Neuf équipes y participe, se concluant par la victoire du Hockey Novara.

## Équipes participantes
- Hockey Novara
- Milan Skating HC
- HC Lazio Roma
- Amatori HC Roma
- Mens Sana Siena 1871
- HC Urbe Roma
- Fascio Giovanile Urbe Roma
- HC Roma
- HC Gloria Milano

## Compétition
Les équipes s'opposent dans un tournoi où chacune des équipes rencontrent toutes les autres.
| Rang | Équipe                     | Pts | J | G | N | P | Bp | Bc | Diff |
| ---- | -------------------------- | --- | - | - | - | - | -- | -- | ---- |
| 1    | Hockey Novara              | 16  |   |   |   |   |    |    |      |
| 2    | Milan Skating HC           | 14  |   |   |   |   |    |    |      |
| 3    | HC Lazio Roma              | 9   |   |   |   |   |    |    |      |
| 4    | Amatori HC Roma            | 9   |   |   |   |   |    |    |      |
| 5    | Mens Sana Siena 1871       | 7   |   |   |   |   |    |    |      |
| 6    | HC Urbe Roma               | 6   |   |   |   |   |    |    |      |
| 7    | Fascio Giovanile Urbe Roma | 5   |   |   |   |   |    |    |      |
| 8    | HC Roma                    | 4   |   |   |   |   |    |    |      |
| 9    | HC Gloria Milano           | 2   |   |   |   |   |    |    |      |

## Composition de l'équipe championne
Hockey Novara : Concia, Cioccala, Fiorenzo Zavattaro (it), Francesco Cestagalli (it), Piero Drisaldi (it), Luigi Gallina (it).

### Sources
- (it) Cet article est partiellement ou en totalité issu de l’article de Wikipédia en italien intitulé « Divisione Nazionale di hockey su pista 1932 » (voir la liste des auteurs).